# Söderkläpparna, Kimitoön
Söderkläpparna är klippor i Finland.   De ligger i kommunen Kimitoön i landskapet Egentliga Finland, i den södra delen av landet, 150 km väster om huvudstaden Helsingfors.
Terrängen runt Söderkläpparna är platt.  Närmaste större samhälle är Dragsfjärd, 13,3 km öster om Söderkläpparna. 